# Villalón de Campos
Ne doit pas être confondu avec Villalán de Campos.
Villalón de Campos est une commune de la province de Valladolid dans la communauté autonome de Castille-et-León en Espagne.

## Sites et patrimoine
Les édifices et sites notables de la commune sont :

### Patrimoine religieux
- Église Saint-Jean (iglesia de San Juan) ;
- Église Saint-Michel (es) (iglesia de San Miguel) en hommage à l'archange saint Michel ;
- Église San Pedro ;
- Chapelle de la Virgen de las Fuentes.

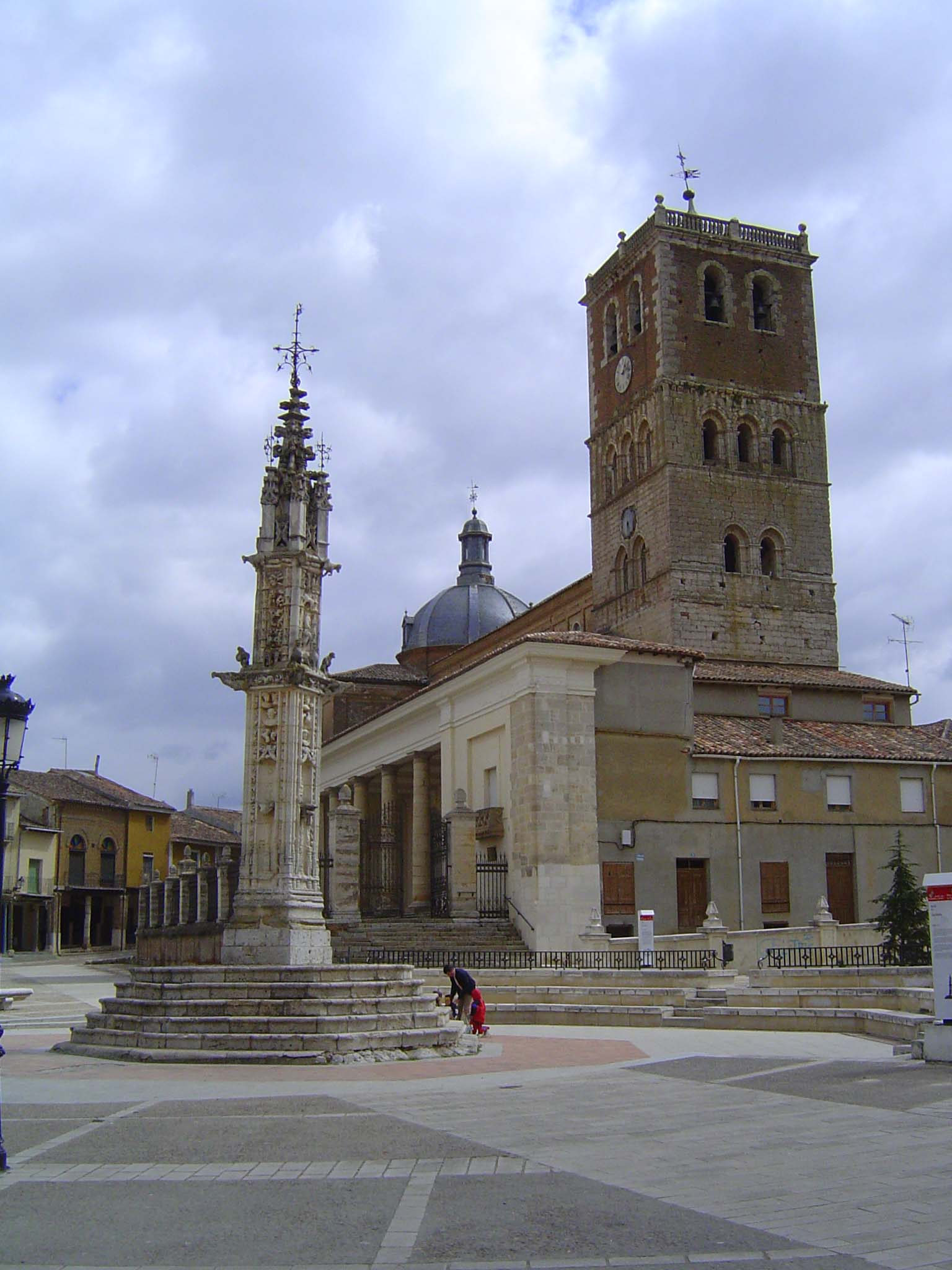
En second plan l'église Saint-Michel.
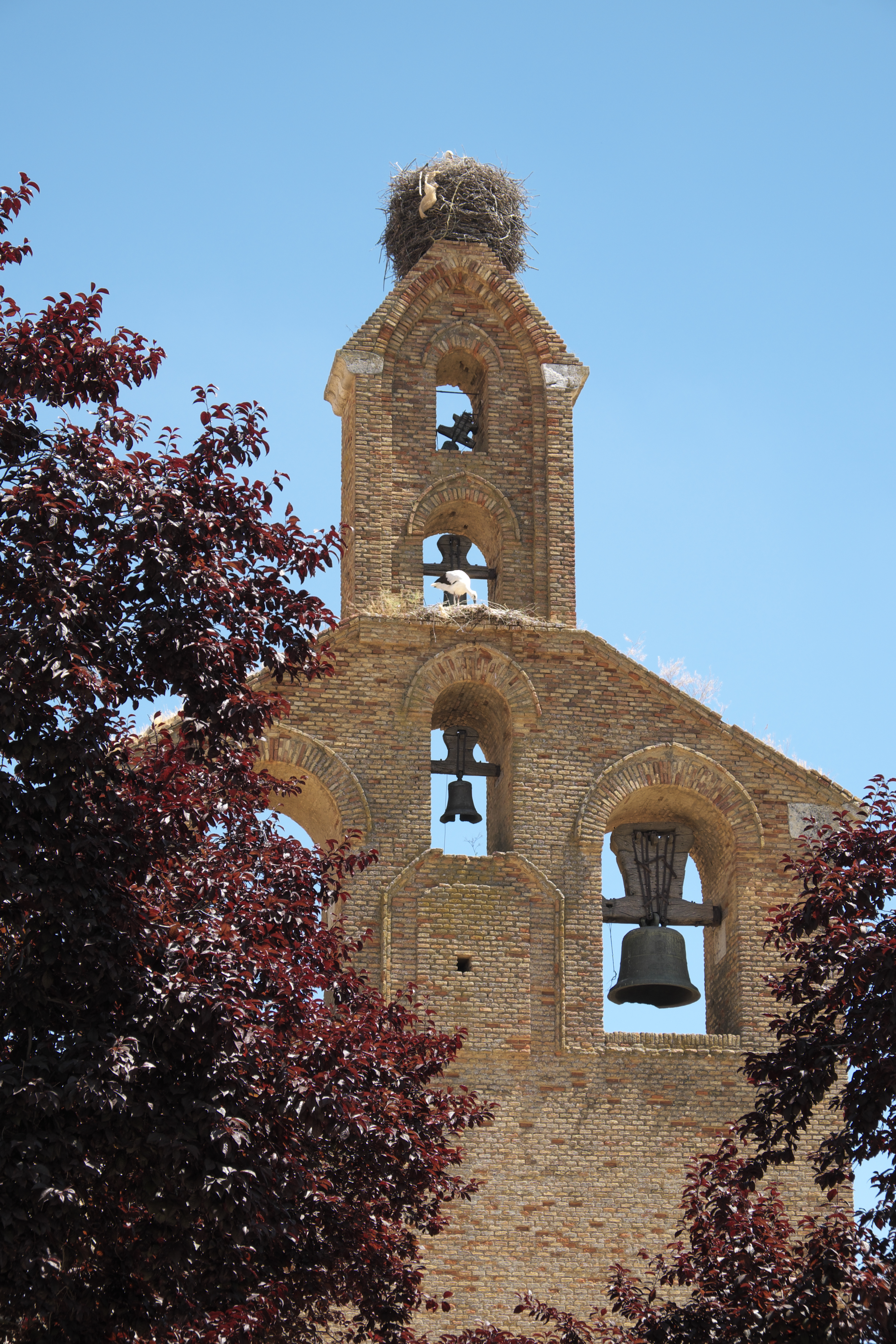
Église Saint-Jean

### Patrimoine civil et architecture traditionnelle
- Rollo jurisdiccional de la localité, déclaré monument historique ;
- Centre d'interprétation del Palomar del Abuelo ;
- Musée de Aperos de Labranza ;
- Musée del Calzado Vibot ;
- Nombreuses rues et maisons avec des soportales (es).

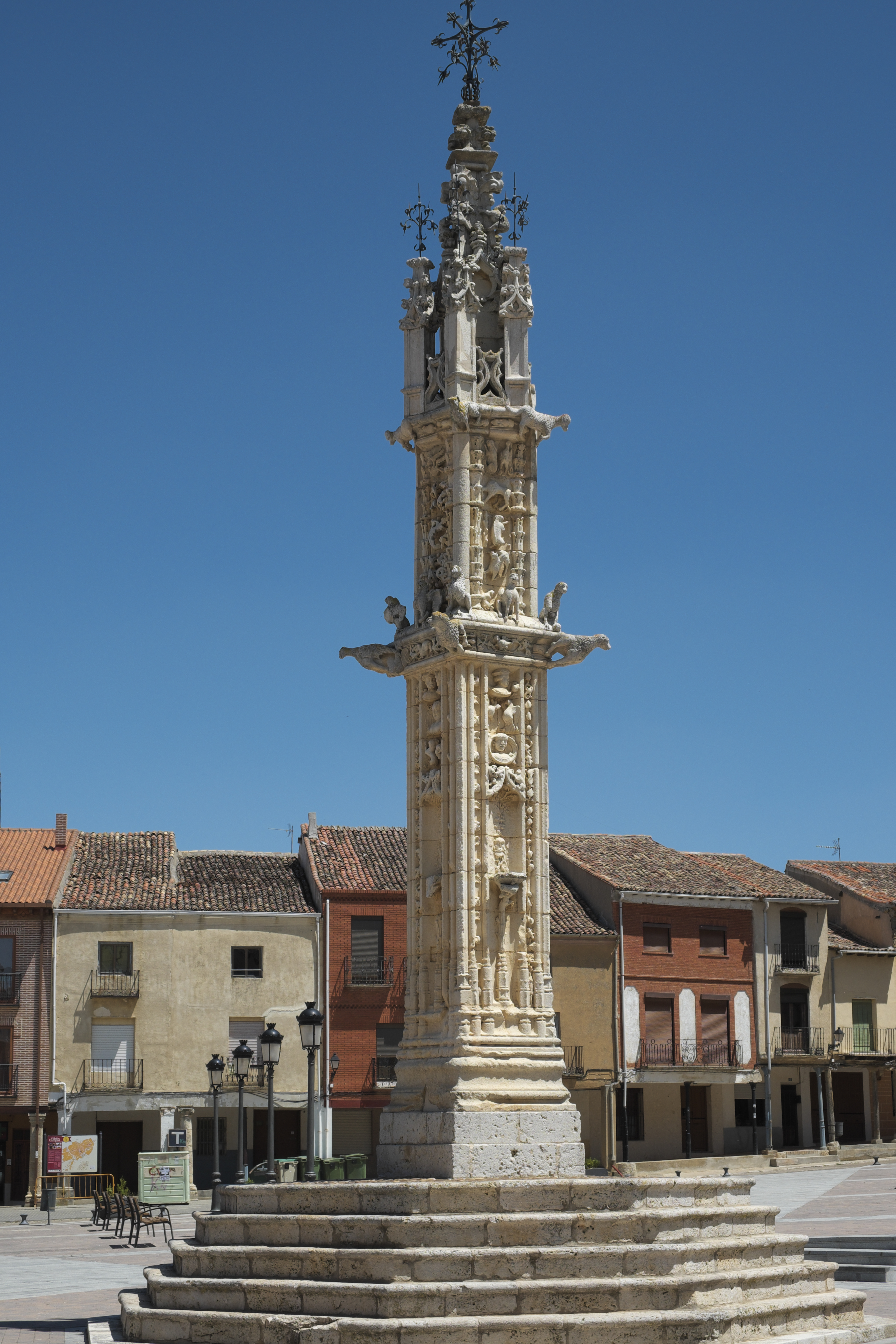
Rollo jurisdiccional.
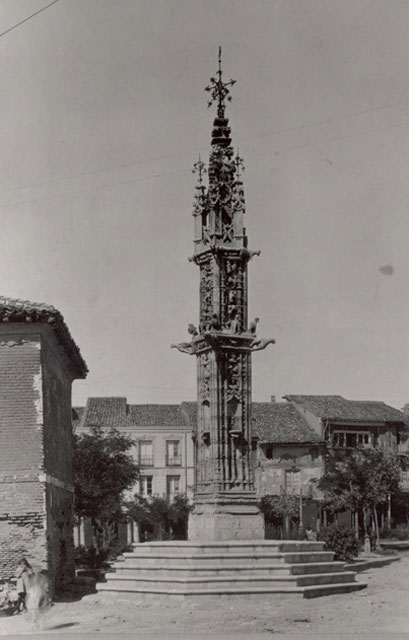
Rollo jurisdiccional. Fondation Joaquín Díaz.
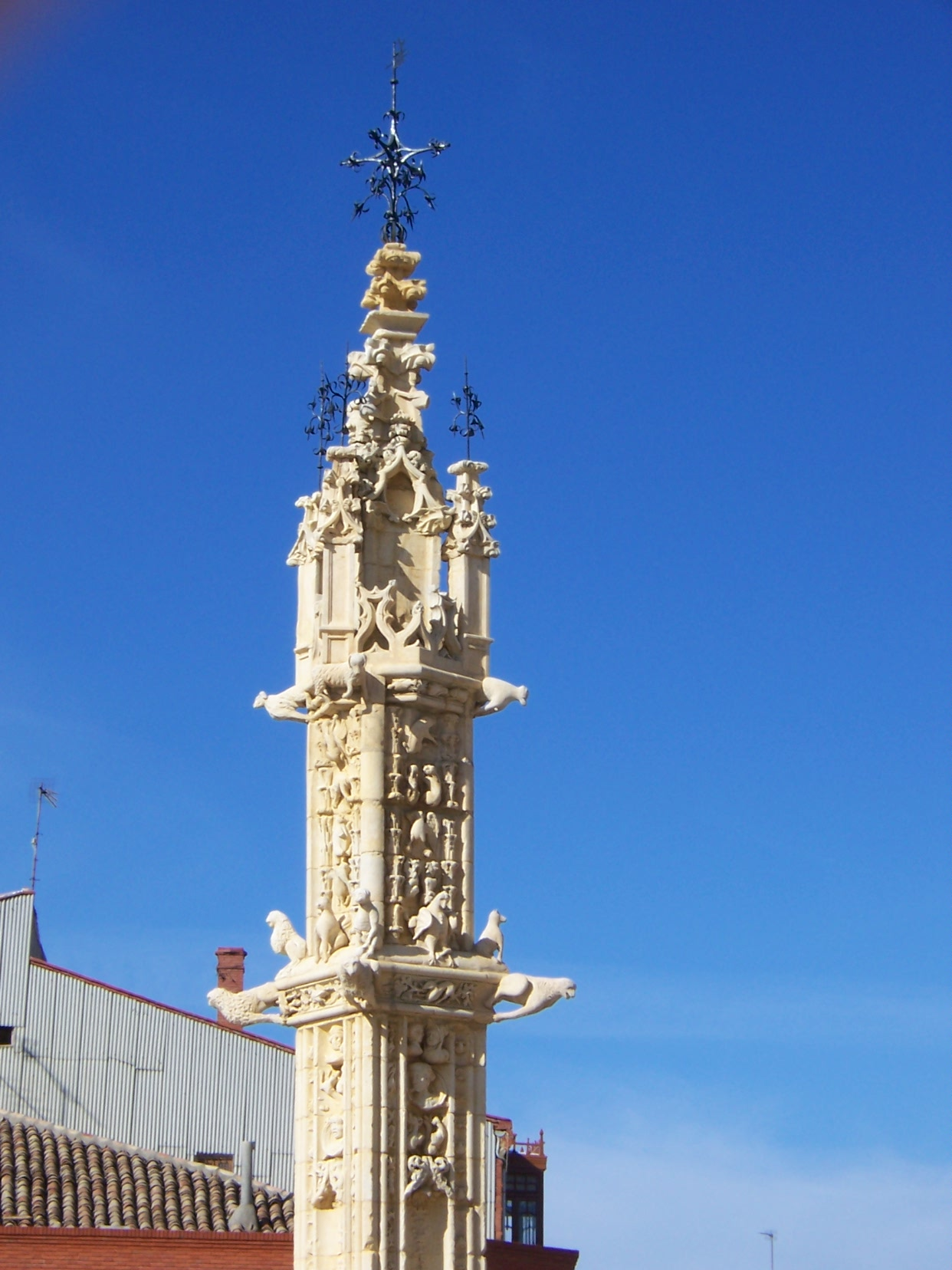
Rollo jurisdiccional. Détail.

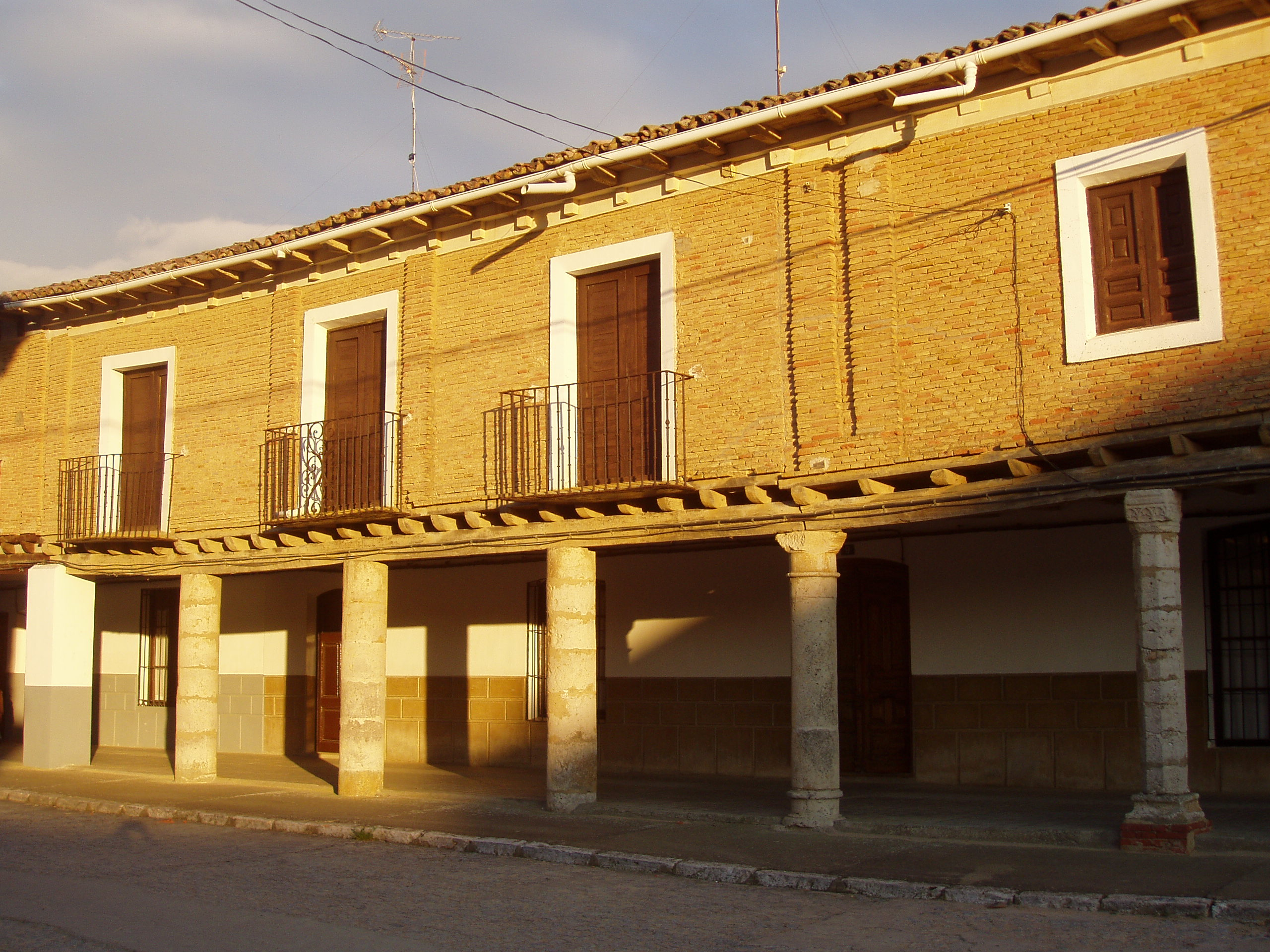
Maisons avec soportales.
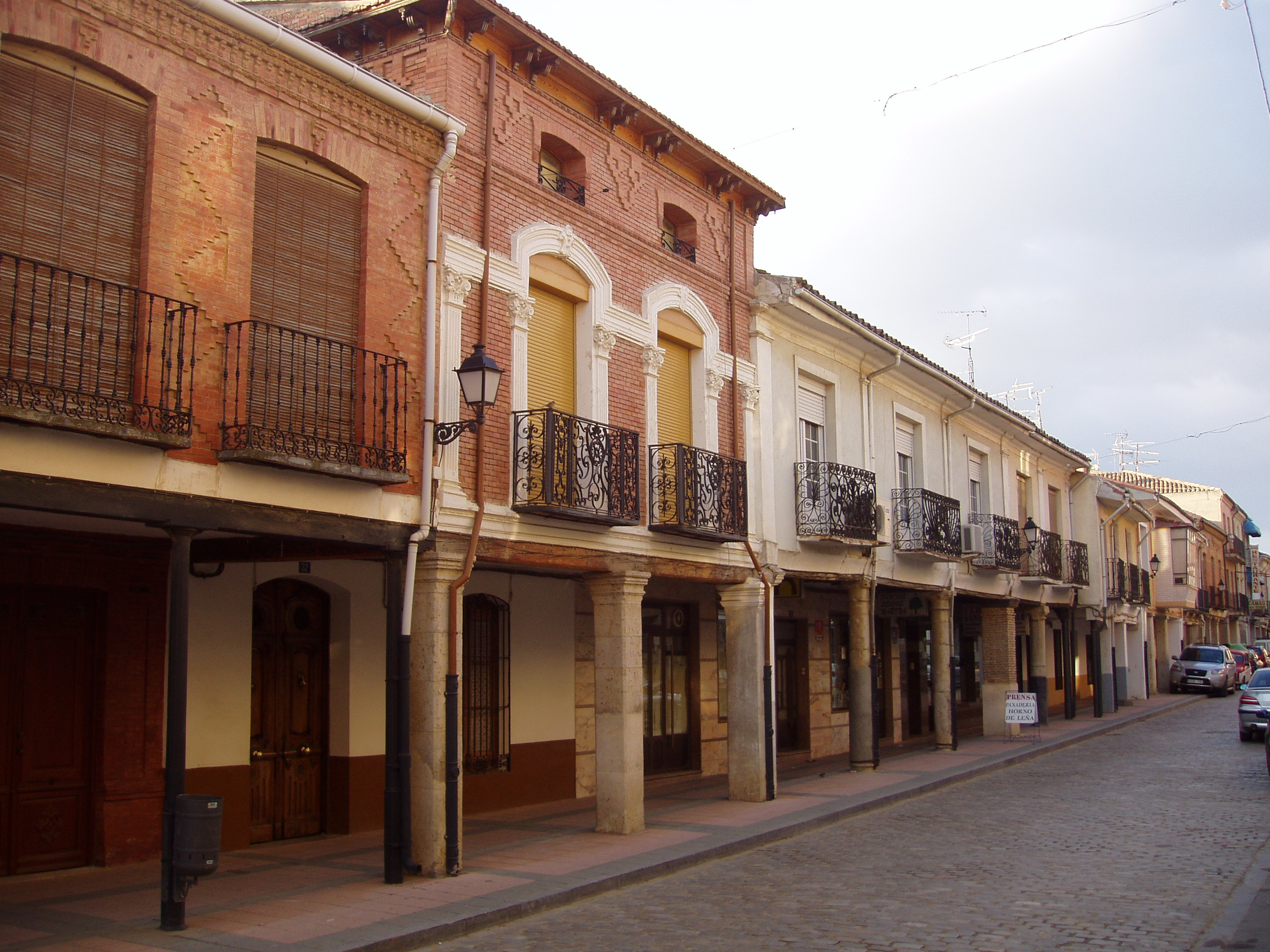
Maisons avec soportales.
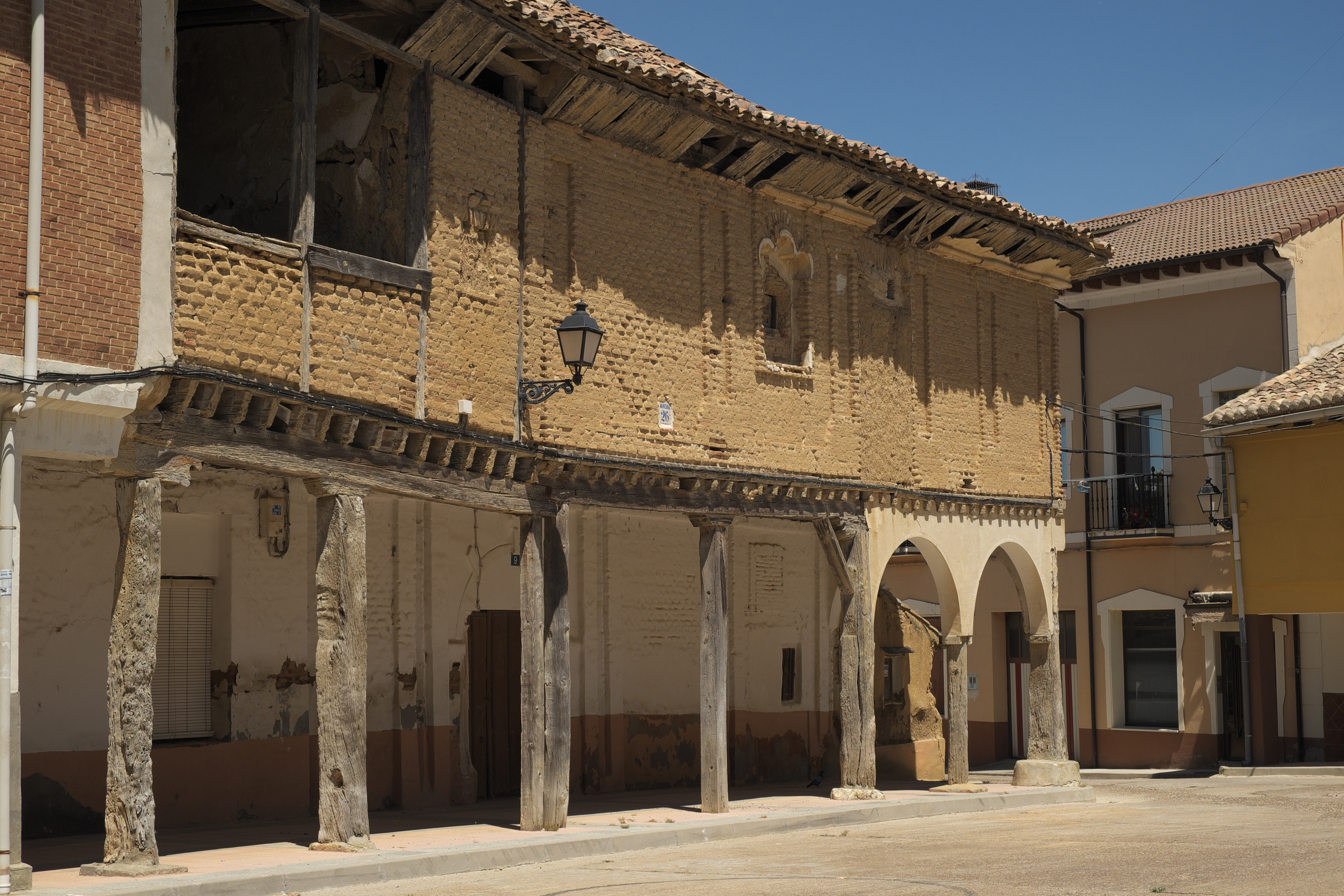
Maisons avec soportales.